# John Van Ryn
John Van Ryn (Newport News, 30 de Junho de 1905 - Palm Beach, 7 de Agosto de 1999) foi um tenista profissional estadunidense.

## Grand Slam finais

### Duplas
| Ano  | Torneio                   | Parceiro       | Oponentes                       | Placar                    |
| 1929 | Wimbledon                 | Wilmer Allison | Ian Collins Collin Gregory      | 6–4, 5–7, 6–3, 10–12, 6–4 |
| 1930 | Wimbledon                 | Wilmer Allison | John Doeg George Lott           | 6–3, 6–3, 6–2             |
| 1931 | French Championships      | George Lott    | Vernon Kirby Norman Farquharson | 6–4, 6–3, 6–4             |
| 1931 | Wimbledon                 | George Lott    | Jacques Brugnon Henri Cochet    | 6–2, 10–8, 9–11, 3–6, 6–3 |
| 1931 | US National Championships | Wilmer Allison | Berkeley Bell Gregory Mangin    | 6–4, 6–3, 6–2             |
| 1935 | US National Championships | Wilmer Allison | Don Budge Gene Mako             | 6–2, 6–3, 2–6, 3–6, 6–1   |

#### Finais
| Ano  | Torneio                   | Parceiro       | Oponentes                      | Placar                    |
| 1930 | US National Championships | Wilmer Allison | John Doeg George Lott          | 6–8, 3–6, 6–3, 15–13, 4–6 |
| 1932 | US National Championships | Wilmer Allison | Keith Gledhill Ellsworth Vines | 4–6, 3–6, 2–6             |
| 1934 | US National Championships | Wilmer Allison | George Lott Lester Stoefen     | 4–6, 7–9, 6–3, 4–6        |
| 1935 | Wimbledon                 | Wilmer Allison | Jack Crawford Adrian Quist     | 3–6, 7–5, 2–6, 7–5, 5–7   |
| 1936 | US National Championships | Wilmer Allison | Don Budge Gene Mako            | 4–6, 2–6, 4–6             |